# Fabritzita
La fabritzita és un mineral de la classe dels sulfats.

## Característiques
La fabritzita és un sulfat de fórmula química Zn₉(SO₄)₂(OH)₁₂Cl₂(H₂O)₆. Va ser aprovada com a espècie vàlida per l'Associació Mineralògica Internacional l'any 2022, i encara resta pendent de publicació. Cristal·litza en el sistema trigonal. És una espècie estretament relacionada amb la gordaïta. També és molt propera a ser l'anàleg amb Zn9 de la tzeferisita, també descoberta a Làurion, (also known from the Lavrion area), però té menys aigua i una simetria una mica més baixa.
Les tres mostres que van servir per a determinar l'espècie, el que es coneix com a material tipus, es troben conservades a les col·leccions mineralògiques del Museu d'Història Natural de Viena (Àustria), amb el número de catàleg: o 356..

## Formació i jaciments
Va ser descoberta a la mina Hilarion, una de les mines de Kamariza situades a la localitat d'Agios Konstantinos, al districte miner de Làurion (Àtica Oriental, Grècia). També ha estat descrita a la mina Damianos, una de les mines de la localitat de Dimoliaki, també al districte miner de Làurion. Aquests dos indrets són els únics de tot el planeta on ha estat descrita aquesta espècie mineral.